# Carlmann Kolb
Pour les articles homonymes, voir Kolb.
Carlmann Kolb, né le 29 janvier 1703 à Kößlarn – mort le 15 janvier 1765 à Munich, est un prêtre, organiste et compositeur allemand.

## Biographie
Carlmann Kolb naît à Kößlarn, Griesbach, en Basse-Bavière, et grandit à Asbach et Landshut. Il est ordonné prêtre en 1729 à l'abbaye d'Asbach, dont il est organiste.
Il devient précepteur dans la famille du comte de Tattenbach-Reinstein à Munich, et en reçoit protection. Il meurt à Munich le 15 janvier 1765.
Ses œuvres connues sont le Sinfonia en fa majeur pour clavecin et cordes, qui est perdu, et le Certamen aonium (Augsbourg, 1733), composé d'un prélude, de trois vers en forme de fughettas courtes et d'une cadence sur chacune des modalités grégoriennes. De cette collection, sa réputation a été établie comme l'un des meilleurs compositeurs d'orgue de l'école sud-allemande de son temps. Le style montre l'influence de Franz Xaver Murschhauser et Gottlieb Muffat. Des éditions modernes ont été publiées à Altötting (1959, éd. R. Walter et Heidelberg, 1960).

## Source
- (en) Cet article est partiellement ou en totalité issu de l’article de Wikipédia en anglais intitulé « Carlmann Kolb » (voir la liste des auteurs).